# Borucice
Borucice [pronunciación en polaco: /bɔruˈt͡ɕit͡sɛ/] es un pueblo en el distrito administrativo de Gmina Grabów, dentro del distrito de Łęczyca, voivodato de Lodz, en el centro de Polonia. Se encuentra aproximadamente 4 kilómetros al sureste de Grabów, 12 kilómetros al noroeste de Łęczyca, y 47 kilómetros al noroeste de la capital regional, Lodz.